# Unione Sportiva Palermo 1953-1954
Questa voce raccoglie le informazioni riguardanti l'Unione Sportiva Palermo nelle competizioni ufficiali della stagione 1953-1954.

## Stagione
Dopo sei anni consecutivi "storici" - fino a quel momento - in Serie A, per il Palermo arriva la retrocessione in Serie B: la squadra si piazza al penultimo posto a pari punti con SPAL e Udinese e si devono quindi disputare degli spareggi salvezza, poiché ancora non vi si utilizzava la funzione della differenza reti. I rosanero hanno la peggio e dunque retrocedono, anche dopo essersi salvati sul filo del rasoio la stagione precedente.
A fine marzo è esonerato l'allenatore Hiden. Si tenta di sostituirlo con József Bánás, bloccato invece dal Bagheria che obbliga la squadra a partire senza guida tecnica per la trasferta di Roma. Senza allenatore e con Raimondo Lanza di Trabia dimissionario da commissario tecnico (e sostituito da Giuseppe Seminara e Attilio Ferraro), la prima squadra è allenata ad interim da Scarpato e Giaroli fino all'arrivo di Nicolò Nicolosi, ufficializzato il 23 aprile.

## Rosa
| N. |                   | Ruolo | Calciatore        |
| -- | ----------------- | ----- | ----------------- |
|    | Italia (bandiera) | P     | Luciano Tessari   |
|    | Italia (bandiera) | P     | Luigi Pendibene   |
|    | Italia (bandiera) | D     | Gino Giaroli      |
|    | Italia (bandiera) | D     | Mario Boldi       |
|    | Italia (bandiera) | D     | Pietro Bettoli    |
|    | Italia (bandiera) | D     | Luciano Marchetti |
|    | Italia (bandiera) | D     | Antonino Enea     |
|    | Italia (bandiera) | D     | Italo Rui         |
|    | Italia (bandiera) | C     | Benigno De Grandi |
|    | Italia (bandiera) | C     | Renato Martini    |

| N. |                      | Ruolo | Calciatore        |
| -- | -------------------- | ----- | ----------------- |
|    | Italia (bandiera)    | C     | Romolo Bizzotto   |
|    | Italia (bandiera)    | C     | Armando Cavazzuti |
|    | Italia (bandiera)    | C     | Giuseppe Pomati   |
|    | Italia (bandiera)    | C     | Carlo Scarpato    |
|    | Argentina (bandiera) | A     | Enrique Martegani |
|    | Italia (bandiera)    | A     | Dante Di Maso     |
|    | Italia (bandiera)    | A     | Carlo Lucchesi    |
|    | Italia (bandiera)    | A     | Francesco La Rosa |
|    | Argentina (bandiera) | A     | José Giarrizzo    |
|    | Italia (bandiera)    | A     | Leto Prunecchi    |

## Risultati

### Serie A

#### Girone di andata
| 13 settembre 1953 1ª giornata | Napoli | 3 – 0 | Palermo |  |

| 20 settembre 1953 2ª giornata | Palermo | 4 – 0 | Udinese |  |

| 27 settembre 1953 3ª giornata | Palermo | 3 – 3 | Legnano |  |

| 4 ottobre 1953 4ª giornata | Fiorentina | 3 – 1 | Palermo |  |

| 11 ottobre 1953 5ª giornata | Triestina | 1 – 0 | Palermo |  |

| Arbitro: | Jonni (Macerata) |

|               |           |                                    |
| Martegani 46’ | Marcatori | 18’, 65’, 76’ Nordhal 69’ Sørensen |

| 25 ottobre 1953 7ª giornata | Palermo | 2 – 1 | Sampdoria |  |

| 1º novembre 1953 8ª giornata | Lazio | 3 – 0 | Palermo |  |

| 8 novembre 1953 9ª giornata | Atalanta | 0 – 1 | Palermo |  |

| 22 novembre 1953 10ª giornata | Palermo | 1 – 3 | Roma |  |

| 29 novembre 1953 11ª giornata | Palermo | 2 – 1 | Genoa |  |

| 6 dicembre 1953 12ª giornata | Novara | 3 – 0 | Palermo |  |

| 20 dicembre 1953 13ª giornata | Torino | 2 – 1 | Palermo |  |

| 27 dicembre 1953 14ª giornata | Palermo | 1 – 0 | SPAL |  |

| 3 gennaio 1954 15ª giornata | Inter | 4 – 0 | Palermo |  |

| 10 gennaio 1954 16ª giornata | Palermo | 1 – 3 | Juventus |  |

| 17 gennaio 1954 17ª giornata | Palermo | 3 – 1 | Bologna |  |

#### Girone di ritorno
| 31 gennaio 1954 18ª giornata | Palermo | 2 – 2 | Napoli |  |

| 7 febbraio 1954 19ª giornata | Udinese | 1 – 0 | Palermo |  |

| 14 febbraio 1954 20ª giornata | Legnano | 3 – 0 | Palermo |  |

| 21 febbraio 1954 21ª giornata | Palermo | 0 – 1 | Fiorentina |  |

| 28 febbraio 1954 22ª giornata | Palermo | 1 – 1 | Triestina |  |

| Arbitro: | Scaramella (Roma) |

|                           |           |               |
| Liedholm 52’ Frignani 89’ | Marcatori | 66’ De Grandi |

| Genova 14 marzo 1954 24ª giornata | Sampdoria | 2 – 2 | Palermo |  |

| 21 marzo 1954 25ª giornata | Palermo | 2 – 0 | Lazio |  |

| 28 marzo 1954 26ª giornata | Palermo | 0 – 0 | Atalanta |  |

| 4 aprile 1954 27ª giornata | Roma | 3 – 1 | Palermo |  |

| 18 aprile 1954 28ª giornata | Genoa | 1 – 0 | Palermo |  |

| 25 aprile 1954 29ª giornata | Palermo | 1 – 1 | Novara |  |

| 2 maggio 1954 30ª giornata | Palermo | 1 – 1 | Torino |  |

| 9 maggio 1954 31ª giornata | SPAL | 0 – 1 | Palermo |  |

| 16 maggio 1954 32ª giornata | Palermo | 2 – 2 | Inter |  |

| 23 maggio 1954 33ª giornata | Juventus | 4 – 1 | Palermo |  |

| 30 maggio 1954 34ª giornata | Bologna | 0 – 1 | Palermo |  |

#### Spareggi
- a Milano, 6 giugno, Udinese-SPAL 0-0
- a Firenze, 13 giugno, Udinese-Palermo 1-1
- a Roma, 20 giugno, SPAL-Palermo 2-1

## Statistiche

### Statistiche di squadra
| Competizione | Punti | In casa | In casa | In casa | In casa | In casa | In casa | In trasferta | In trasferta | In trasferta | In trasferta | In trasferta | In trasferta | Totale | Totale | Totale | Totale | Totale | Totale | DR  |
| Competizione | Punti | G       | V       | N       | P       | Gf      | Gs      | G            | V            | N            | P            | Gf           | Gs           | G      | V      | N      | P      | Gf     | Gs     | DR  |
| ------------ | ----- | ------- | ------- | ------- | ------- | ------- | ------- | ------------ | ------------ | ------------ | ------------ | ------------ | ------------ | ------ | ------ | ------ | ------ | ------ | ------ | --- |
| Serie A      | 26    | 17      | 6       | 7       | 4       | 27      | 24      | 17           | 3            | 1            | 13           | 10           | 35           | 34     | 9      | 8      | 17     | 37     | 59     | -22 |

### Statistiche dei giocatori
| Giocatore    | Serie A  | Serie A |
| Giocatore    | Presenze | Reti    |
| ------------ | -------- | ------- |
| P. Bettoli   | 34       | 0       |
| R. Bizzotto  | 22       | 1       |
| M. Boldi     | 12       | 0       |
| A. Cavazzuti | 28       | 3       |
| B. De Grandi | 20       | 2       |
| D. Di Maso   | 22       | 3       |
| A. Enea      | 1        | 0       |
| G. Giaroli   | 30       | 3       |
| J. Giarrizzo | 14       | 3       |
| F. La Rosa   | 15       | 5       |
| C. Lucchesi  | 11       | 2       |
| L. Marchetti | 32       | 0       |
| E. Martegani | 31       | 10      |
| R. Martini   | 32       | 0       |
| L. Pendibene | 12       | -21     |
| G. Pomati    | 6        | 0       |
| L. Prunecchi | 23       | 4       |
| I. Rui       | 1        | 0       |
| C. Scarpato  | 6        | 0       |
| L. Tessari   | 22       | -38     |